# Дипенау
Дипенау (њем. Diepenau) општина је у њемачкој савезној држави Доња Саксонија. Једно је од 36 општинских средишта округа Нинбург (Везер). Према процјени из 2010. у општини је живјело 3.990 становника. Посједује регионалну шифру (AGS) 3256004.

## Географски и демографски подаци
Дипенау се налази у савезној држави Доња Саксонија у округу Нинбург (Везер). Општина се налази на надморској висини од 44 метра. Површина општине износи 70,0 km². У самом мјесту је, према процјени из 2010. године, живјело 3.990 становника. Просјечна густина становништва износи 57 становника/km².